# 約束 (久川綾のアルバム)
『約束』（やくそく）は、久川綾5枚目のオリジナルアルバム。今作は久川が全曲の歌唱と作詞を担当しているが、作曲はしていない。
「約束」の終了後、同じトラックの最後に隠しトラックとして歌詞カードにもタイトルにもない曲がもう1曲収録されている。曲が終わった後しばらくそのままにしておくと聞くことができる。

## 収録曲
全作詞：久川綾
1. サクラ散る
  - 作曲：浅田直、編曲：上杉洋史
2. 君の助手席
  - 作曲：梶原秀剛、編曲：上杉洋史
3. これは これで ありかな なんて…
  - 作曲：M Rie、編曲：百石元
4. ぼくらの駄菓子屋
  - 作曲：田島浩二、編曲：百石元
5. なんやねん
  - 作曲：山下俊、編曲：上杉洋史
6. 小林くんのうた〜ザッツ・ノンフィクション!!〜
  - 作曲：高西圭、編曲：上杉洋史
7. ホリデイ
  - 作曲：宮島律子、編曲：上杉洋史
8. 友達のライン
  - 作曲・編曲：チープ広石
9. ニュートラル
  - 作曲・編曲：百石元
10. イチゴサンド
  - 作曲：宮島律子、編曲：上杉洋史
11. 約束
  - 作曲：M Rie、編曲：上杉洋史